# Abat-jour - L'ultima calda luce prima del piacere
Abat-jour - L'ultima calda luce prima del piacere è un film del 1988 diretto da Lawrence Webber (alias Lorenzo Onorati).

## Trama
Camilla Togandi, figlia di nobili decaduti, su invito dell'amica d'infanzia Eliana ritorna nella piccola cittadina in cui le due sono cresciute, per riprendersi con il suo charme tenebroso tutti i beni di famiglia. Niente di più facile per una donna senza scrupoli come lei: tutti cadranno ai suoi piedi nell'illusione d'ottenere non solo le sue grazie ma anche il suo cuore.